# جيمس تراب (عالم فطريات)
جيمس مارتن تراب (من مواليد 1931) هو عالم فطريات وخبير في مجال أنواع الكمأة في أمريكا الشمالية. ألف وشارك في تأليف 450 ورقة علمية وكتب ثلاثة كتب حول هذا الموضوع. أدرجهُ مايكوبنك (بنك الفطريات) بوصفه مؤلف ومشارك لـ 401 نوعًا فرديًا، وعلى مدار حياته المهنية ساعد في توجيه الأبحاث حول الفطريات الفطرية، وإعادة تشكيل تصنيف الكمأة: أنشئ رتبة جديدة، وفصيلتين جديدتين، و40 جنسًا فرديًا.